# 이로 (1544년)
이로(李魯, 1544년~1598년)는 조선 전기의 문신이자 학자이다. 본관은 고성(固城), 자는 여유(汝唯), 호는 송암(松巖)이다.
정황(丁熿)과 남명(南冥) 조식(曺植) 선생의 문하에서 수학하였다. 21세때인 1564년(명종 19) 진사회시(進士會試)에 3등으로 합격했고, 비교적 늦은 나이에 관직에 나가 형조좌랑, 기주관, 비안현감, 사간원 정언 등 여러관직을 역임하였다. 뒤에 이조판서에 추증되었고, 낙산서원(洛山書院)에 제향되었다.
그가 남긴 시문집인 송암문집(松巖文集)은 6권 3책이 전해지고 있으며 목판본이다. 임진왜란 때 의병을 일으키고 김성일(金誠一)과 함께 의병활동을 했다. 54세 되던 해인 1597년 3월에, 임진왜란 당시 상황과 의병 활동 기록을 남긴 용사일기(龍蛇日記)를 완성하고 이듬해 55세로 세상을 떠났다. 용사일기는 보물 494-4호로 지정되어 있다.
그밖에도 사성강목(四姓綱目), 문수지(文殊志) 등의 저서가 있다.

## 가족 관계
- 증조부 : 이문창(李文昌)
  - 할아버지 : 이한(李翰)
    - 아버지 : 이효범(李孝範)
    - 어머니 : 문은(文垠)의 딸
      - 동생 : 이보(李普)
      - 부인 : 정위(鄭渭)의 딸

## 참고 문헌
- 김석희 (1997). “이로(李魯)”. 《한국민족문화대백과사전》. 2019년 10월 18일에 확인함.